# منتخب يوغوسلافيا لكرة القدم
منتخب يوغوسلافيا لكرة القدم كان الممثل الرسمي لمملكة يوغوسلافيا من 1918 إلى 1941، ثم لجمهورية يوغوسلافيا الاشتراكية الاتحادية من 1943 إلى 1992.